# Germaine Pichot
Germaine Pichot nata Laure Gargallo (Parigi, 1º dicembre 1880 – Clichy, 2 dicembre 1948) è stata una modella e danzatrice francese.
È stata amata da Carlos Casagemas, un amico del famoso pittore Picasso, ma lei non lo ha mai ricambiato.

## Biografia
Laure Antonie Gargallo era nata nel XVIII arrondissement di Parigi figlia del pittore Stanislas Thomas Gargallo e di sua moglie Julie Marie Riss. Lo scultore Pablo Gargallo era un suo parente. In giovane età sposò un uomo di nome Vital Florentin ma il matrimonio finì con un divorzio nel gennaio 1904. Fu con questo nome che incontrò Picasso a Parigi quando lui e il suo amico Carlos Casagemas vi arrivarono nel 1900. Mentre Picasso stava iniziando una relazione con l'amica o parente di Germaine, Louise Lenoir, conosciuta con il nome di Odette, Casagemas si innamorò di Germaine ma scoprì di essere impotente. Dopo un viaggio in Spagna, iniziato con Picasso, Casagemas tornò a Parigi nel 1901 senza di lui. Ad una festa nel ristorante L'Hippodrome il 17 febbraio 1901 sparò a Germaine, ma non la uccise. Poi rivolse la pistola contro se stesso e sparò riportando un trauma cranico per il quale morì poco dopo.
Picasso realizzò dei dipinti sulla morte e la sepoltura di Casagemas inaugurando il suo periodo blu. Dopo il suo ritorno a Parigi, nel maggio 1901, tuttavia, Picasso ruppe con Odette e iniziò una relazione con Germaine. Il 25 febbraio 1908 questa amica di Picasso sposò Ramon Pichot; uno dei testimoni fu il pittore svizzero Rodolphe Fornerod, che sposò la sorella minore di Germaine, Antoinette Gargallo (1883-1972) nel 1903. Tuttavia, Germaine non gli rimase fedele. Visse con lui a Montmartre e ricevette un sostegno finanziario da Picasso dopo la morte del marito nel 1925. Negli ultimi anni della sua vita, tuttavia, cadde in povertà e si ammalò cronicamente. Germaine Pichot morì il 2 dicembre 1948, un giorno dopo il suo 68º compleanno, a Clichy vicino a Parigi.

## Germaine Pichot nell'arte
Germaine Pichot è ritratta in molti dei dipinti di Picasso e in particolare in Les deux Saltimbanques, Femme assise avec un châle, La Vie e Au Lapin Agile, tutti dell'inizio del XX secolo. Inserita in Portrait de Germaine, che Picasso creò a Barcellona nel 1902, è presente anche in Les Trois Danseuses, dipinto nel 1925.
La Vie era stato originariamente progettato in modo diverso da quello che conosciamo: il giovane nel dipinto era inizialmente un autoritratto di Picasso, prima di cambiare l'immagine e dare all'uomo le fattezze di Casagemas e alla giovane donna in piedi quelle di Germaine.
Picasso dipinse Les Trois Danseuses quando seppe della morte di Pichot. Germaine appare all'estrema sinistra dell'immagine, Pichot a destra, Casagemas appare come una specie di figura crocifissa al centro. Françoise Gilot, futura compagna di Picasso, conobbe Germaine Pichot da anziana negli anni 1940 e ne scrisse nella sua autobiografia.